# صنایع شیمیایی

یک پالایشگاه نفت در لویزیانا

صنایع شیمیایی به بخشی از صنایع گفته می‌شود، که مواد شیمیایی مورد نیاز دیگر صنایع را برای تولید بیش از ۷۰ هزار محصول، از طریق تبدیل مواد خام به مواد مورد نیاز، تأمین می‌کند. پالایشگاه‌ها و واحدهای پتروشیمی که مواد خام نفتی را به موادی چون سوخت، حلال (نظیر استون)، رزین و… تبدیل می‌کنند نمونه‌ای از صنایع شیمیایی به‌شمار می‌روند.
متخصصان مختلفی در صنایع شیمیایی از جمله مهندسان شیمی، شیمی دانان و تکنسین‌های آزمایشگاه درگیر هستند. در سال ۲۰۱۸، صنایع شیمیایی تقریباً ۱۵٪ از بخش اقتصادی تولید ایالات متحده را تشکیل می‌دهد.

## محصولات
«پلیمرها و پلاستیک‌ها، به ویژه پلی اتیلن، پلی پروپیلن، پلی وینیل کلراید، پلی اتیلن ترفتالات، پلی استایرن و پلی کربنات حدود ۸۰٪ از تولید این صنعت در سراسر جهان را تشکیل می‌دهند». این مواد اغلب به محصولات لوله‌های فلوئوروپلیمری تبدیل می‌شوند و در صنایع برای انتقال مواد بسیار خورنده استفاده می‌شوند. از مواد شیمیایی در بسیاری از کالاهای مصرفی استفاده می‌شود، اما در بسیاری از بخش‌های مختلف دیگر نیز استفاده می‌شود، از جمله صنایع کشاورزی، ساخت و ساز و خدمات صنعتی. عمده مشتریان صنعتی شامل محصولات لاستیکی و پلاستیکی، منسوجات، پوشاک، تصفیه نفت، کاغذ، خمیرکاغذ و فلزات اولیه هستند. صنعت مواد شیمیایی تقریباً یک سرمایه‌گذاری جهانی ۳ تریلیون دلاری است و شرکت‌های شیمیایی اتحادیه اروپا و ایالات متحده بزرگترین تولیدکنندگان جهان هستند.
فروش صنایع شیمیایی را می‌توان به چند دسته گسترده تقسیم کرد، از جمله: مواد شیمیایی اصلی (حدود ۳۵ تا ۳۷ درصد از تولید بر حسب دلاری)، علوم زیستی (۳۰ درصد)، مواد شیمیایی ویژه (۲۰ تا ۲۵ درصد) و محصولات مصرفی (حدود ۱۰) درصد).

### کلیات
مواد شیمیایی اساسی یا «مواد خام شیمیایی» یک دسته گسترده شیمیایی شامل پلیمرها، مواد پتروشیمی فله و واسطه‌ها، سایر مشتقات و صنایع اساسی، مواد شیمیایی غیر آلی و کودها است.
پلیمرها، با حدود ۳۳ درصد ارزش دلاری مواد شیمیایی اساسی بزرگترین بخش درآمد صنایع شیمیایی بوده، و شامل تمام دسته‌های پلاستیک و الیاف ساخته شده توسط بشر می‌شود. بازارهای عمده پلاستیک شامل صنایع بسته‌بندی و به دنبال آن ساخت خانه، ظروف، لوازم خانگی، لوله، حمل و نقل، اسباب بازی و بازی است.
- بزرگترین حجم محصول پلیمری، پلی اتیلن (PE)، عمدتاً در غشاهای بسته‌بندی و بازارهای دیگر مانند بطری‌های شیر، ظروف و لوله‌ها استفاده می‌شود.
- از پلی وینیل کلراید (PVC)، محصول دیگر با حجم زیاد، اصولاً برای ساخت لوله برای بازارهای ساختمانی و همچنین سایدینگ و تا حد بسیار کمتری، مواد حمل و نقل و بسته‌بندی استفاده می‌شود.
- از پلی پروپیلن (PP)، از نظر حجم مشابه PVC، در بازارهای مختلف از بسته‌بندی، لوازم خانگی و ظروف گرفته تا لباس و فرش مورد استفاده قرار می‌گیرد.
- از پلی استایرن (PS)، پلاستیک با حجم زیاد دیگر، اساساً برای وسایل و بسته‌بندی و همچنین اسباب بازی و تفریح استفاده می‌شود.
- الیاف مصنوعی عمده شامل پلی استر، نایلون، پلی پروپیلن و اکریلیک با کاربردهایی از جمله پوشاک، اثاثیه منزل و سایر مصارف صنعتی و مصرفی است.

مواد اولیه اصلی پلیمرها مواد پتروشیمی فله هستند.
مواد شیمیایی استفاده شده در مواد پتروشیمی فله و واسطه ای در درجه اول از گاز نفت مایع شده (LPG)، گاز طبیعی و نفت خام ساخته می‌شوند. حجم فروش آنها نزدیک به ۳۰ درصد از مواد شیمیایی اساسی است. محصولات متداول با حجم زیاد تولید عبارتند از: اتیلن، پروپیلن، بنزن، تولوئن، زایلین‌ها، متانول، مونومر وینیل کلرید (VCM)، استایرن، بوتادین و اتیلن اکساید. این مواد شیمیایی اساسی مواد اولیه ای هستند که برای تولید بسیاری از پلیمرها و سایر مواد شیمیایی آلی پیچیده‌تر به خصوص مواردی که برای استفاده در گروه مواد شیمیایی خاص ساخته شده‌اند استفاده می‌شود. فعالیت تحقیقاتی قابل توجهی به بررسی پیدا کردن مواد اولیه جایگزین، برای تولید این مواد اختصاص یافته‌است. تغییر از پروپیلن مشتق شده از نفت خام به پروپان مشتق شده از گاز طبیعی به عنوان ماده اولیه برای سنتز اکریلیک اسید با توجه به ملاحظات اقتصادی صورت می‌گیرد. ملاحظات پایداری باعث انگیزش توسعه کاتالیزورها و فناوری استفاده از مواد اولیه احیا کننده مانند اتانول برای سنتز اتیلنو ۱٬۳-بوتادین، گلیسرول برای سنتز ۱٬۲-پروپاندیول می‌شود.
سایر مشتقات و مواد صنعتی شامل لاستیک مصنوعی، سورفاکتانت‌ها، جوهر‌ها و رنگدانه‌ها، تربانتین، رزین‌ها، کربن سیاه، مواد منفجره و محصولات لاستیکی است و حدود ۲۰٪ از فروش خارجی مواد شیمیایی اساسی را تشکیل می‌دهد.
مواد شیمیایی غیر آلی (شامل حدود ۱۲ درصد از درآمد کل) قدیمی‌ترین گروه‌های شیمیایی را تشکیل می‌دهند. محصولات شامل نمک، کلر، سود سوز آور، خاکستر سودا، اسیدها (مانند اسید نیتریک، اسید فسفریک و اسید سولفوریک)، تیتانیوم دی‌اکسید و هیدروژن پراکسید هستند.
کودها کوچکترین دسته (حدود ۶ درصد) هستند و شامل مواد شیمیایی فسفات، آمونیاک و پتاس هستند.

### مواد شیمیایی ویژه
مواد شیمیایی ویژه، دسته ای از مواد شیمیایی با ارزش نسبتاً بالا و با رشد سریع، با بازارهای متنوعی از محصولات نهایی هستند. نرخ رشد معمول یک تا سه برابر تولید ناخالص داخلی با قیمت بیش از یک دلار در هر پوند است. ویژگی اصلی آنها معمولاً جنبه‌های نوآورانه آنهاست. این مواد بیشتر به عنوان اینکه «چه کاری می‌توانند انجام دهند» فروخته می‌شوند، تا اینکه «حاوی چه ترکیباتی هستند». این محصولات شامل مواد شیمیایی الکترونیکی، گازهای صنعتی، چسب‌ها و درزگیرها و همچنین پوشش‌ها، مواد شیمیایی تمیز کننده صنعتی و سازمانی و کاتالیزورها هستند. در سال ۲۰۱۲، با حذف مواد شیمیایی خوب (Fine chemical)، ۵۴۶ میلیارد دلار بازار جهانی مواد شیمیایی ویژه شامل ۳۳٪ رنگ‌ها، پوشش‌ها و پرداخت سطح، ۲۷٪ پلیمرهای پیشرفته، ۱۴٪ چسب و مواد درزگیر، ۱۳٪ مواد افزودنی و ۱۳٪ رنگدانه‌ها و جوهر بود.
«مواد شیمیایی ویژه» به عنوان مواد شیمیایی اثردار یا عملکردی به فروش می‌رسند. بعضی اوقات، برخلاف «مواد شیمیایی خوب» که تقریباً همیشه محصولات تک مولکولی هستند، مخلوطی از فرمولاسیون‌ها هستند.

## صنایع شیمیایی
رشته صنایع شیمیایی در مقاطع تحصیلی مختلف پذیرش دارد.
برخی صنایع شیمیایی مهم و محصولات آن‌ها:
| محصولات              | نمونه                                                    |
| -------------------- | -------------------------------------------------------- |
| صنایع معدنی          | آمونیاک، کلر، سدیم هیدروکسید، سولفوریک اسید، نیتریک اسید |
| صنایع شیمی آلی       | اکریلونیتریل، فنول، اتیلن اکساید، اوره                   |
| صنایع سرامیک         | سیلیسیم دی‌اکسید                                          |
| صنایع پتروشیمی       | اتیلن، پروپیلن، بنزن، استایرن                            |
| agrochemicals        | کود، حشره‌کش، علف‌کش                                       |
| بسپار                | پلی‌اتیلن، باکالیت، پلی‌استر                               |
| الاستومر             | پلی‌ایزوپرن، نئوپرن، پلی‌یورتان                            |
| oleochemicals        | چربی خوک، روغن سویا، اسید استاریک                        |
| مواد منفجره          | نیتروگلیسرین، آمونیوم نیترات، نیتروسلولز                 |
| fragrances و flavors | بنزیل بنزوات، کومارین، وانیلین                           |
| گازهای صنعتی         | نیتروژن، اکسیژن، استیلن، دی نیتروژن مونوکسید             |

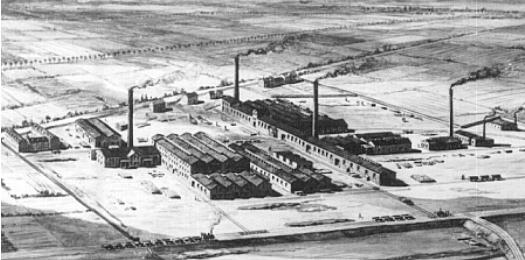
کارخانه‌های شرکت آلمانی BASF، در سال ۱۸۶۶.

بزرگترین شرکت‌های شیمیایی بر حسب فروش در سال ۲۰۱۵.
| رتبه | شرکت                         | فروش ۲۰۱۵ (برحسب میلیارد دلار) | دفتر مرکزی                     |
| ---- | ---------------------------- | ------------------------------ | ------------------------------ |
| ۱    | ب‌آاس‌اف                       | $۶۳٫۷                          | آلمان                          |
| ۲    | شرکت داو کمیکال              | $۴۸٫۸                          | ایالات متحده آمریکا            |
| ۳    | ساینوپک                      | $۴۳٫۸                          | چین                            |
| ۴    | سابک                         | $۳۴٫۳                          | عربستان سعودی                  |
| ۵    | Formosa Plastics Corporation | $۲۹٫۲                          | تایوان                         |
| ۶    | اینیوس                       | $۲۸٫۵                          | بریتانیا                       |
| ۷    | اکسان‌موبیل                   | $۲۸٫۱                          | ایالات متحده آمریکا            |
| ۸    | لیوندل‌باسل                   | $۲۶٫۷                          | ایالات متحده آمریکا · بریتانیا |
| ۹    | میتسوبیشی کمیکال             | $۲۴٫۳                          | ژاپن                           |
| ۱۰   | دوپون                        | $۲۰٫۷                          | ایالات متحده آمریکا            |
| ۱۱   | ال‌جی کمیکال                  | $۱۸٫۲                          | کره جنوبی                      |
| ۱۲   | ایر لیکوئید                  | $۱۷٫۳                          | فرانسه                         |
| ۱۳   | لینده                        | $۱۶٫۸                          | آلمان · ایالات متحده آمریکا    |
| ۱۴   | آکزونوبل                     | $۱۶٫۵                          | هلند                           |
| ۱۵   | PTT Global Chemical          | $۱۶٫۲                          | تایلند                         |
| ۱۶   | تورای                        | $۱۵٫۵                          | ژاپن                           |
| ۱۷   | ایوونیک اینداستریز           | $۱۵٫۰                          | آلمان                          |
| ۱۸   | صنایع پی‌پی‌جی                 | $۱۴٫۲                          | ایالات متحده آمریکا            |
| ۱۹   | براسکم                       | $۱۴٫۲                          | برزیل                          |
| ۲۰   | یارا اینترنشنال              | $۱۳٫۹                          | نروژ                           |
| ۲۱   | کووسترو                      | $۱۳٫۴                          | آلمان                          |
| ۲۲   | سومیتومو کمیکال              | $۱۳٫۳                          | ژاپن                           |
| ۲۳   | ریلاینس اینداستریز           | $۱۲٫۹                          | هند                            |
| ۲۴   | سولوی                        | $۱۲٫۳                          | بلژیک                          |
| ۲۵   | بایر                         | $۱۱٫۵                          | آلمان                          |

## تولید مواد شیمیایی در جهان

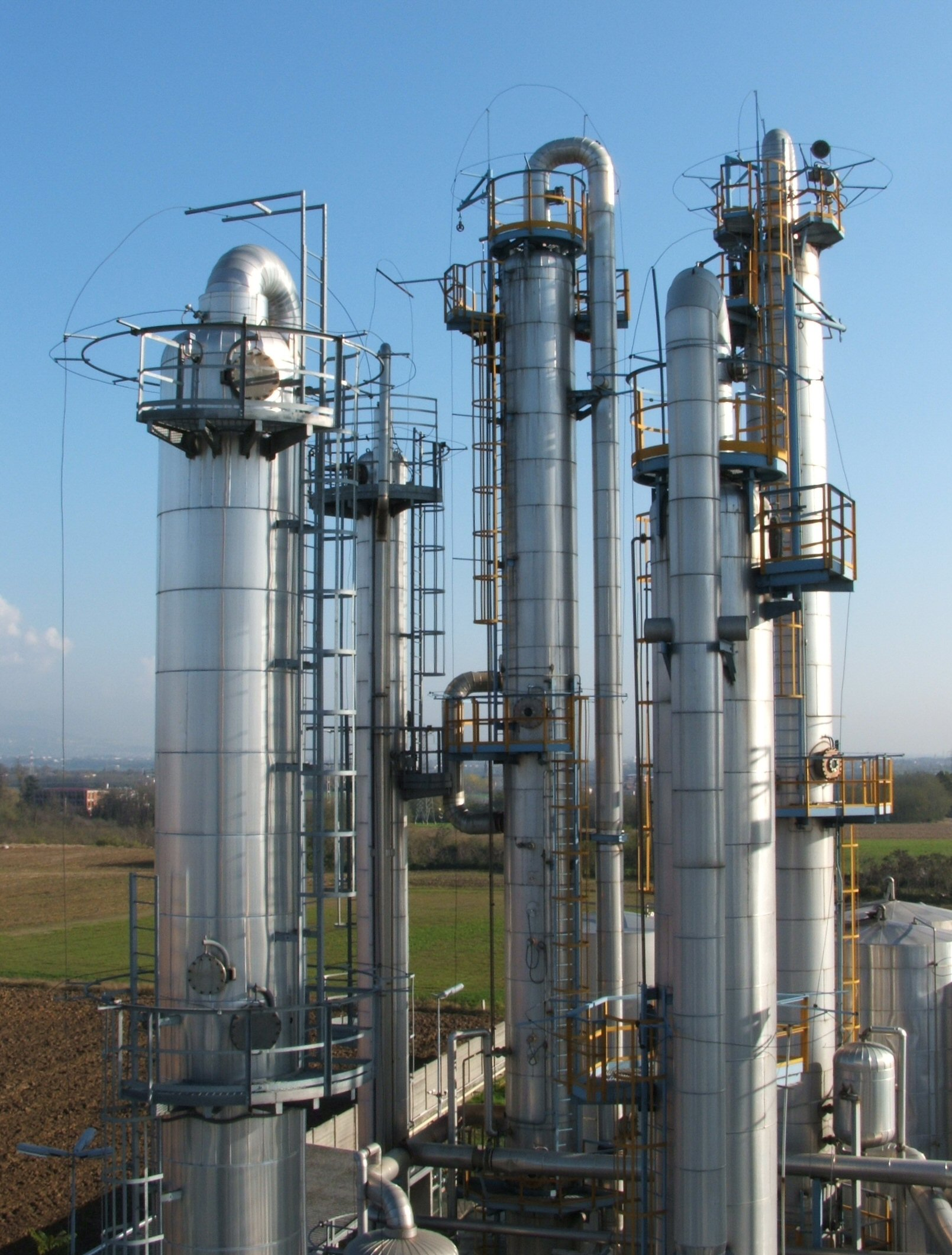
برج‌های تقطیر در یک کارخانه شیمیایی.

در ایالات متحده ۱۷۰ شرکت بزرگ شیمیایی وجود دارد. آنها در سطح بین‌المللی با بیش از ۲۸۰۰ تسهیلات در خارج از ایالات متحده و ۱۷۰۰ شرکت تابعه یا شرکت وابسته خارجی فعالیت می‌کنند. ارزش محصولات شیمیایی تولیدی توسط ایالات متحده سالانه ۷۵۰ میلیارد دلار است. این صنعت فقط در ایالات متحده بیش از یک میلیون نفر را استخدام کرده‌است. صنایع شیمیایی همچنین دومین مصرف‌کننده انرژی در صنعت تولید است و سالانه بیش از ۵ میلیارد دلار برای کاهش آلودگی هزینه می‌کند.
در سال ۲۰۱۲، بخش شیمیایی ۱۲ درصد از ارزش افزوده صنعت تولید اتحادیه اروپا را به خود اختصاص داده‌است. اروپا با ۴۳٪ از صادرات جهان و ۳۷٪ از واردات جهان به عنوان بزرگترین منطقه تجارت شیمیایی جهان باقی مانده‌است، اگرچه آخرین اطلاعات نشان می‌دهد که آسیا با ۳۴٪ صادرات و ۳۷٪ واردات در حال رسیدن به اروپا است. با این حال، اروپا هنوز با سایر مناطق جهان مازاد تجاری دارد، البته به جز ژاپن و چین که در سال ۲۰۱۱ تراز تجاری مواد شیمیایی وجود داشت. مازاد تجارت اروپا با سایر کشورهای جهان امروز به ۴۱٫۷ میلیارد یورو می‌رسد.
طی ۲۰ سال بین ۱۹۹۱ و ۲۰۱۱، صنعت شیمی اروپا شاهد افزایش فروش ۲۹۵ میلیارد یورویی به ۵۳۹ میلیارد یورو بود که این یک رشد دائمی است. با وجود این سهم صنعت اروپا از بازار شیمیایی جهان از ۳۶٪ به ۲۰٪ کاهش یافته‌است. این امر ناشی از افزایش چشمگیر تولید و فروش در بازارهای نوظهور مانند هند و چین است. داده‌ها حاکی از آن است که ۹۵٪ از این تأثیرات فقط مربوط به چین است. در سال ۲۰۱۲ داده‌های شورای صنایع شیمیایی اروپا نشان می‌دهد که پنج کشور اروپایی ۷۱ درصد از فروش مواد شیمیایی اتحادیه اروپا را تشکیل می‌دهند. این کشورها شامل آلمان، فرانسه، انگلستان، ایتالیا و هلند هستند.